# فيكتور فيلاسكيز
فيكتور مانويل فيلاسكيز مولينا (بالإسبانية: Victor Manuel Velasquez Molina)‏ (مواليد 12 أبريل 1976 في لايونيون) لاعب كرة قدم سلفادوري دولي يجيد اللعب في خط الدفاع . يلعب حاليا لصالح نادي فاس السلفادوري من سنة 2010 .

## روابط خارجية
- فيكتور فيلاسكيز على موقع الاتحاد الدولي (مؤرشف)  (الإنجليزية)
- فيكتور فيلاسكيز على موقع قاعدة بيانات كرة القدم.إي يو (الإنجليزية)
- فيكتور فيلاسكيز على موقع ناشيونال فوتبول تيمز (الإنجليزية)